# リード (調理用シート)
リード（Reed）は、ライオンから発売されている調理関連品。1969年7月発売。
2025年6月30日に同年10月31日付（予定）で旭化成ホームプロダクツ（旭化成の子会社）へブランドを譲渡することが発表された（ただし、同社では「ジップロック」や「クックパー」にて同様の商品を扱っている関係で、譲渡対象となるのは同社では扱ってない紙製品(クッキングペーパー・プロ用ペーパー100)と業務用ホットクッキングシートのみとなる）。

## 歴史
1969年7月 - 静岡県でテスト発売。
1970年7月 - 「リード ペーパータオル」を発売。
1980年4月 - 「リード クッキングペーパー」に商品名を変更。
1986年10月 - 「リード ホットクッキングシート」を発売。
1990年3月 - 「リード ホイルペーパー」を発売。
1992年9月 - 
「リード クッキングペーパー」を改良。
「リード ホットクッキングシート」、「リード ホイルペーパー」を改良。パッケージデザインを変更。
1993年
10月 - 「リード ホットクッキングシート」を改良。鋸刃を紙製に変更。
11月 - 「リード ホイルペーパー」を改良。鋸刃を紙製に変更。
1995年9月 - 「リード チンするバック」を発売。
1996年
3月 - 「リード アクも油もとるシート」を発売。
9月 - 「リード クッキングペーパー」を改良。サイズをコンパクト化する。
10月 - 
「リード おいしくなるシート」、「リード 新鮮保存するバッグ」、「リード 冷凍保存するバッグ」を発売。
「リード ホットクッキングシート」、「リード ホイルペーパー」を改良。サイズをコンパクト化する。
1997年9月 - 「リード アクも油もとるシート」を改良。デザインを変更し、大サイズを追加。
1998年9月 -
「リード チンするバック」を改良。パッケージデザインを改良。
「リード おいしくなるシート」を改良。新たに天然フラボノイドを配合。
1999年
8月 - 「リード クッキングペーパー」を改良。パッケージデザインを変更。
9月 - 燃やしてもダイオキシンが発生しない食品保存用ラップ「リードラップ」を発売。
2000年
9月 - 「リード ホットクッキングシート」、「リード ホイルペーパー」、「リード アクも油もとるシート」を改良。パッケージデザインを変更し、「リード ホットクッキングシート」には両面シリコン加工を採用。
10月 - 「リード 新鮮保存バッグ」・「リード 冷凍保存バッグ」を改良。パッケージデザインを変更。
2001年9月 - 「リード クッキングペーパー」を改良。デザインを変更し、新たに「スリムパック」を追加設定。
2002年
3月 - 「リード 新鮮保存バッグ」・「リード 冷凍保存バッグ」を改良。素材を変更。
3月2日 - 「リードラップ」を改良。中央部にナイロン、表面にポリエチレンを採用し、また、箱には飛出しストッパーと刃の分別つまみを追加し、大容量の「ミニ50」は箱そのものを丈夫にした。
9月 - 「リード おいしくなるシート」、「リード アクも油もとるシート」、「リード チンするバック」を改良。パッケージデザインを変更し、「リード チンするバック」は袋の口が大きくなり、袋の口がしっかり折れることで蒸し効果も高めた。
2003年8月 - 「リード クッキングペーパー」を改良。パッケージデザインを変更。
2004年9月 - 「リード 新鮮保存バッグ」・「リード 冷凍保存バッグ」を改良。強度を高めた「強力カラージッパー」を採用。「リード 新鮮保存バッグ」の「大サイズ」は葉物野菜がそのまま入る「タテ長大サイズ」となった。
2006年
1月19日 - 「リード ホットクッキングシート」の大サイズに、ピンク色のハートと1cm角の方眼をプリントした「お菓子作り企画品」を数量限定で発売。
3月 - 
「リード クッキングペーパー」、「リード 新鮮保存バッグ」、「リード 冷凍保存バッグ」を改良。パッケージデザインを変更。
「リード ホットクッキングシート」・「リード ホイルペーパー」を改良。省資源・ゴミ削減のため、ロールの巻き芯を廃止した。
2008年
3月26日 - 
「リード クッキングペーパー」の天然パルプ繊維の量を増やしてさらに厚手となり、水分・油分の保持力を向上して改良。併せて、「リード ヘルシークッキングペーパー」に改名。
揚げ物の余分な油分を吸収する電子レンジ加熱用シート「リード チンして油を吸いとるシート」を発売。
「リード アクも脂もとるシート」を改良。「アクティブスリット」を追加し、シートの厚みを増したことで捕獲力・保持力を向上。
「リード チンするバッグ」のパッケージデザインを変更して改良し、「リード チンして簡単温野菜バッグ」に改名（併せて、内容量を8枚から7枚に変更）。
9月10日 - 「リード ホットクッキングシート」のパッケージデザインを変更し、商品名を「リード ヘルシークッキングシート」に改名。
2009年8月19日 - 「リード ヘルシークッキングシート」大サイズの増量品（6m）を数量限定で発売。同年9月に通常品を改良し、パッケージデザインを変更。
2010年
9月 - 「リード アクも油もとるシート」、「リード おいしくなるシート」、「リード ホイルペーパー」を改良。パッケージデザインを変更し、「リード アクも油もとるシート」はスリットパターンの変更により、落し蓋効果を付与した。
12月1日 - 「リード ヘルシークッキングシート」にピンクのハート柄を採用した「お菓子作り品」を数量限定で発売。なお、本品は通常の半分量（2.5m）となる。
2011年9月7日 - 「リード ヘルシークッキングペーパー」を改良。ボックスタイプ（レギュラー・スモール）は差込口を追加してフタが密閉できるようになり、さらに、レギュラーはダブル（袋入り）を詰め替えられる「つめかえ機構」を採用した。
2012年
9月12日 - 「リード ヘルシークッキングシート」を改良。1cm角のチェック柄に変更した。
11月19日 - 昨年に引き続き、「リード ヘルシークッキングシート お菓子作り品」を数量限定で発売。ピンク色は前年と同じだが、今回は同年9月に改良したチェック柄となった。
2014年4月9日 - 「リード ヘルシークッキングペーパー」に「スマートタイプ」を追加発売（レギュラー・スモール・ダブルは同年2月にパッケージ変更）。
2016年3月 - "「ちゃんと」を、かんたんに"を新たなコミュニケーションメッセージに掲げ、「クッキングペーパー（「ヘルシークッキングペーパー」から改名し、約8年ぶりに元の商品名に戻る）」・「クッキングシート（「ヘルシークッキングシート」から改名し、約7年半ぶりに元の商品名に戻る）」・「アクも油もとるシート」・「ホイルペーパー」・「新鮮保存バッグ」・「冷凍保存バッグ」をパッケージリニューアル。
2017年
9月13日 - 「冷凍も冷蔵も新鮮保存バッグ」を発売。
12月1日 - 法人向けノベルティの一部をリニューアル。
「新鮮保存バッグ」と「冷凍保存バッグ」は「冷凍も冷蔵も新鮮保存バッグ」に統合され、包装体系はS1枚 袋・S3枚 箱・M3枚 箱・M5枚 箱・M3枚L2枚 箱の5種類となる。
「クッキングペーパー」と「ヘルシークッキングペーパー」は「ヘルシークッキングペーパー」をベースとした現行の「クッキングペーパー」に統合され、包装体系も小4枚 箱・小8枚 箱・小12枚 箱・大2枚 袋・大10枚 箱の5種類に整理される。
2018年3月7日 - 電子レンジ専用調理バッグ「プチ圧力調理バッグ」を発売。
2019年
3月6日 - 「冷凍も冷蔵も新鮮保存バッグ」のMに54枚入りの大容量サイズを追加発売。同時に、M・20枚入りを含む既存サイズ全製品もパッケージリニューアル（既存サイズは自然切替）。
8月 - 「クッキングペーパー」のレギュラー・ダブル・スマートタイプをリニューアル（パッケージデザインが変更される/自然切替）。
2020年
3月11日 - 「冷凍も冷蔵も新鮮保存バッグ スライドジッパー」を発売（「冷凍も冷蔵も新鮮保存バッグ」のジッパーをつまみ付のスライドジッパー方式にした製品、サイズはM・Lのみの設定で、ダブルジッパー方式の「冷凍も冷蔵も新鮮保存バッグ」よりもMサイズで8枚(12枚)、Lサイズで5枚(9枚)それぞれ枚数が少なくなる）。
6月25日 - 「プチ圧力調理バッグ」に法人向けノベルティサイズを追加発売（ラインナップは1枚 袋、2枚 袋、2枚 箱の3種類で、袋入りは受注生産対応）。
9月11日 - 法人向けノベルティ「リード クッキングセット」を発売。
2023年3月8日 - 「クッキングペーパー」をリニューアル発売。FSC認証が取得されたほか、レギュラーとダブルは幅を240mmから214mmに変更され、外装サイズがコンパクト化された。
2025年6月30日 - 同年10月31日付（予定）で旭化成ホームプロダクツ株式会社へブランド譲渡することを発表<name="pr250630" />。

## 商品ラインナップ

### 業務用製品
リードペーパー
調理用ペーパー。サイズは小（幅21.4cm）、中（幅27.5cm）、大（幅38.5cm）、特大（幅48cm）の4サイズ。また、中サイズには箱入りも用意されている。
リードペーパー超厚手
2009年4月発売。サイズは中（幅27.5cm）と大（幅38.5cm）の2サイズ。
リード ホットクッキングシート
「リード ヘルシークッキングシート」の業務用仕様で、旧名称のままで販売されており、長さは「リード ヘルシークッキングシート」4本分（20m）としている。「リード ヘルシークッキングシート」の大サイズと同じ長さの中サイズのほかに、幅60cmの特大サイズも設定される。
リード おいしくなるシート
仕様は一般用の初代仕様と同じ。容量は40枚入り（中サイズ）の大容量設定としている。また、中サイズの2倍の広さ（50×34cm）がある大サイズも設定されている。
リード 冷凍保存バッグ
仕様は一般用と同等で、大サイズのみの設定。容量は一般用2箱分（30枚）の大容量としている。

### 法人向けノベルティ製品
リード クッキングセット
「プチ圧力調理バッグ」、「冷凍も冷蔵も新鮮保存バッグ」、「クッキングペーパー」の3種類の詰め合わせ。「プチ圧力調理バッグ」2枚、「冷凍も冷蔵も新鮮保存バッグ」のMサイズ5枚、「クッキングペーパー」の小サイズ4枚（いずれも箱入）をセットにしたRCS-Aのみの設定。
「クッキングセット」にセットされている3種類はそれぞれ単体でのノベルティも用意されており、前述したように「冷凍も冷蔵も新鮮保存バッグ」にはSサイズやMサイズ・Lサイズの混合品、「クッキングペーパー」には大サイズもそれぞれ設定されている。

### 製造終了品
リードストックバッグ
リードフリーザーバッグ
リードレンジバッグ
リード炒めもの上手
炒め物用吸収シート。炒めものやソテーの時にフライパンに入れて使うものであった。
リードラップ
2008年9月製造終了。
リードECOラップ
食品保存用ラップフィルム。一般向けに販売されていた「リードラップ」を法人向けノベルティ用に製品名を変更。サイズは幅30cmのレギュラーと幅22cmのミニの2サイズで、長さは2サイズとも10mであった。
リード チンして簡単温野菜バック
電子レンジ加熱用バッグ。2013年9月製造終了。
リード 新鮮保存バック
保存・冷蔵用ジッパー付きバッグ。サイズは中サイズとタテ長大サイズの2サイズ。「冷凍も冷蔵も新鮮保存バッグ」の発売に伴い、2017年9月製造終了。
リード 冷凍保存バッグ
冷凍・解凍用ジッパー付きバッグ。サイズは中サイズと大サイズの2サイズ。「冷凍も冷蔵も新鮮保存バッグ」の発売に伴い、2017年9月製造終了。
リード チンして油を吸いとるシート
電子レンジ加熱用シート（揚げ物のあたため直し用）。2018年3月製造終了。
リード おいしくなるシート
冷凍・解凍・下ごしらえ用シート。2018年3月製造終了。
リード ホイルペーパー
食品包装用ペーパー。2018年3月製造終了。
リード カウンタークロスSK
食器・客席用カウンタークロス。カラーはピンク、ブルー、グリーンの3色。2014年4月に「カウンタークロスPRO」にリニューアルし、「リード」から独立したブランドとなった。
リード カウンタークロス 厨房内用
リード カウンタークロス
仕様は業務用の「リード カウンタークロスSK」とほぼ同等の法人向けノベルティ製品。1枚袋入のみの設定であった。

## CM
歴代CM出演タレント
香川京子 （1970年7月 - 1980年4月）
森ミドリ
岸本加世子 （1999年8月 - 2008年3月）
コウケンテツ （2008年3月26日 - 2016年3月）
青木裕子 （2016年10月 - ）
内容
岸本加代子が出演していた時期は「リードって便利だな♪」という歌詞が特徴のCMソングが制作された。